# アブー・ウバイド・バクリー
アブー・ウバイド・バクリー（Abū ʿUbayd ʿAbd Allāh b. ʿAbd al-ʿAzīz b. Muḥammad b. Ayyūb b. ʿAmr al-Bakrī、1014年頃生 - 1094年没）は、アンダルスのイスラーム教徒の地理学者、歴史学者である。著作のほとんどは湮滅に帰したが、残された『諸道と諸国の書』は、貴重な中世西アフリカに関する情報を伝える。イスムはアブドゥッラー・ブン・アブドゥルアズィーズ。普通は、ニスバにより短くバクリーと呼ばれる。

## 生涯
バクリーはウエルバにあった小国の王子として生まれた。ニスバはバヌー・バクル部族に属すことから。父のアブドゥルアズィーズは、後ウマイヤ朝の没落に乗じてウエルバで自立を宣言したが、長くは続かず、ムウタディドによりウエルバの統治者の立場から退けられた。バクリーはコルドバへ行き、そこで地理学者のウズリーと歴史学者のイブン・ハイヤーン・クルトゥビーに弟子入りして彼らに学んだ。その後はアルメリーアのカリフ、ムウタスィム（al-Muʿtasim）の宮廷に出仕し、生涯の多くの時間をそこで過ごした。また、セビージャにも長くいたことがあり、1079年にエル・シッドがムウタディドの宮廷にアルフォンソ6世からの贈り物を持って来たときにも、セビージャにいた。バクリーは、著書で触れた各地に実際足を運んだことは一度もなく、コルドバで亡くなった。

## 著作

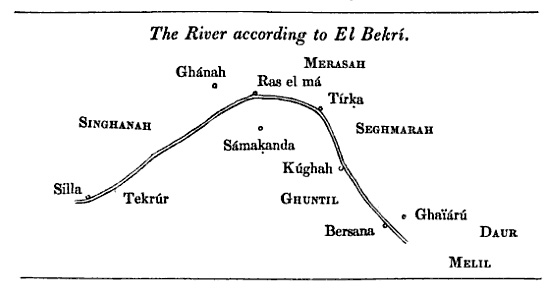
バクリーが伝える10～11世紀のセネガル川流域の諸市

バクリーの地誌は、提示する情報が比較的客観的であるとされる。バクリーは地域ごとに、地理、気候、主要な街を記載するだけでなく、そこに住む人々とその習俗、その土地にまつわるアネクドートも記載した。バクリーの著作の多くは失われ、現代には二つしか伝わらなかった。一つ目の Mu'jam mā　ista'jam は、アラビア半島を中心とした地名が列挙してあり、地理的背景に関する序説が付されている。二つ目の著作、Kitāb al-Masālik wa al-Mamālik （『諸道と諸国の書』）が重要である。
『諸道と諸国の書』は、ムハンマド・ブン・ユースフ・ワッラーク（904-973）やイブラーヒーム・ビン・ヤアクーブ・トゥルトゥーシーといった商人や旅行者の報告や、その他の文献に基づいて1068年に書かれた。西アフリカの歴史に関する最も重要な一次史料の一つであり、ガーナ帝国、ムラービト朝、10～11世紀当時のトランス＝サハラ交易について、かけがえのない情報を今に伝えている。バクリーがイブン・ユースフ・ワッラークから得た情報は10世紀のものであるが、執筆時点で直近に起きた出来事についてもバクリーは書いている。
バクリーは、10世紀終わりごろのトランス＝サハラ交易における交易センターの様子について次のように言及している。ニジェール川沿いの町や村では、まだイスラームが本格的に受容されておらず、ガオはムスリムの現地住民がいる数少ない街の一つだったという。
「都市ガーナは平野に位置する二つの街からなる。」「そのうちの一つはムスリムが住む大きな街であり、モスクが12軒ある。そのうちの1軒は金曜日の礼拝に集まる金曜モスクである。職業的な導師やムアッジンもいれば、ムフティーもウラマーもいる」—『諸道と諸国の書』
ガオとガーナのほかにも、西スーダーンには、大河の大湾曲部に沿って交易センターが存在した。11世紀にはこれらの交易センターについての報告が、アンダルスに入ってきており、バクリーはそれらの報告に基づくことで『諸道と諸国の書』を書くことができた。
『諸道と諸国の書』には、そのほかに、スカンジナビア半島に住む人々や、スラヴ人についても書いている。これら10世紀の北欧や東欧についての記述は、ユダヤ人のイブラーヒーム・ビン・ヤアクーブ・トゥルトゥーシーの報告に基づいたものである。バクリーの『諸道と諸国の書』はアラビア語圏で数世紀にわたって読み継がれた。
バクリーには、そのほかに、Aʿyān al-nabār あるいは Kitāb al-nabāt という題名の、薬草学に関する著作があったと考えられるが、失われている。後代の学者が薬草学の権威としてバクリーに度々言及している。

## 発展資料
- El-Bekri (1859). Description de l'Afrique septentrionale. William McGuckin de Slane, translator and editor. Paris: Imprimerie Impériale Revised edition with corrections (1913), Tangiers: Adolphe Jourdan. Available from Gallica.
- Reinaud, J.T. (1860). “Notice sur les dictionnaries géographiques arabes”. Journal Asiatique 16:  65–106. Al-Bakri's dictionary mentioned on page 75.
- White, Robert C. (1968). “Early geographical dictionaries”. Geographical Review 58:  652–659. JSTOR 212687.